# 李普曼环形山

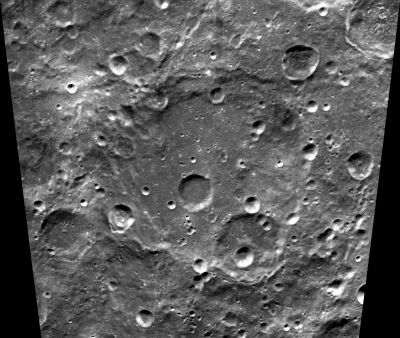
克莱门汀号拍摄的图像

李普曼环形山（Lippmann）是位于月球背面南半部一座古老的大撞击坑，约形成于45.5-39.2亿年前的前酒海纪，其名称取自法国物理学家，1908年诺贝尔物理学奖得主加布里埃尔·李普曼(1845年-1921年)，1979年被国际天文学联合会批准接受。

## 描述
该陨坑西侧毗邻斐索环形山、北面临近孟德尔环形山，查德威克陨石坑位于它的东北偏东、东侧坐落了德罗伊陨石坑，而它的南面和西南则分别坐落了匹兹伐环形山和沃森环形山。在孟德尔环形山的东北绵延着巍峨的比利牛斯山脉。该陨坑中心月面坐标为55°26′S 114°19′W / 55.43°S 114.32°W，直径160.07公里，深度约3.00公里。
与许多类似尺寸的月球陨石坑一样，李普曼环形山也已被后续的撞击严重侵蚀和磨损，坑壁轮廓已不规则，环边缘覆盖了众多大小不同的撞击坑，特别是东西二侧几乎覆满相邻撞击盆地形成时所抛射的喷出物。沿东南内壁重叠着也已磨损和侵蚀的卫星坑"李普曼 L"、而西南壁则横跨了相对年轻的"李普曼 Q"，其余部分坑壁均磨损钝化，在东侧内壁上可看到一些残存的阶地状结构痕迹。李普曼环形山坑内相对平坦，但东部较崎岖，中心点西南坐落了醒目的卫星坑"李普曼 P"，南部有一串拱状的短链坑，从李普曼环形山的西北壁延伸出一道切谷沿东北偏北向一直伸至孟德尔环形山。此外，距李普曼环形山西北不远处还矗立着一座高度超过6000米的魁伟山峰。
李普曼环形山北面和东面月表上布满指向东北方东方海撞击盆地的条纹特征。同时，它也位于孟德尔-里德伯盆地西南，一座形成于酒海纪时期，直径达630公里的撞击盆地(比东方海撞击盆地更古老)，该盆地又位于产生于前酒海纪期的南极-艾托肯盆地的西南边缘。

## 卫星陨石坑
按惯例，最靠近李普曼环形山的卫星坑在月图上以字母标注在该坑中心点的旁边。

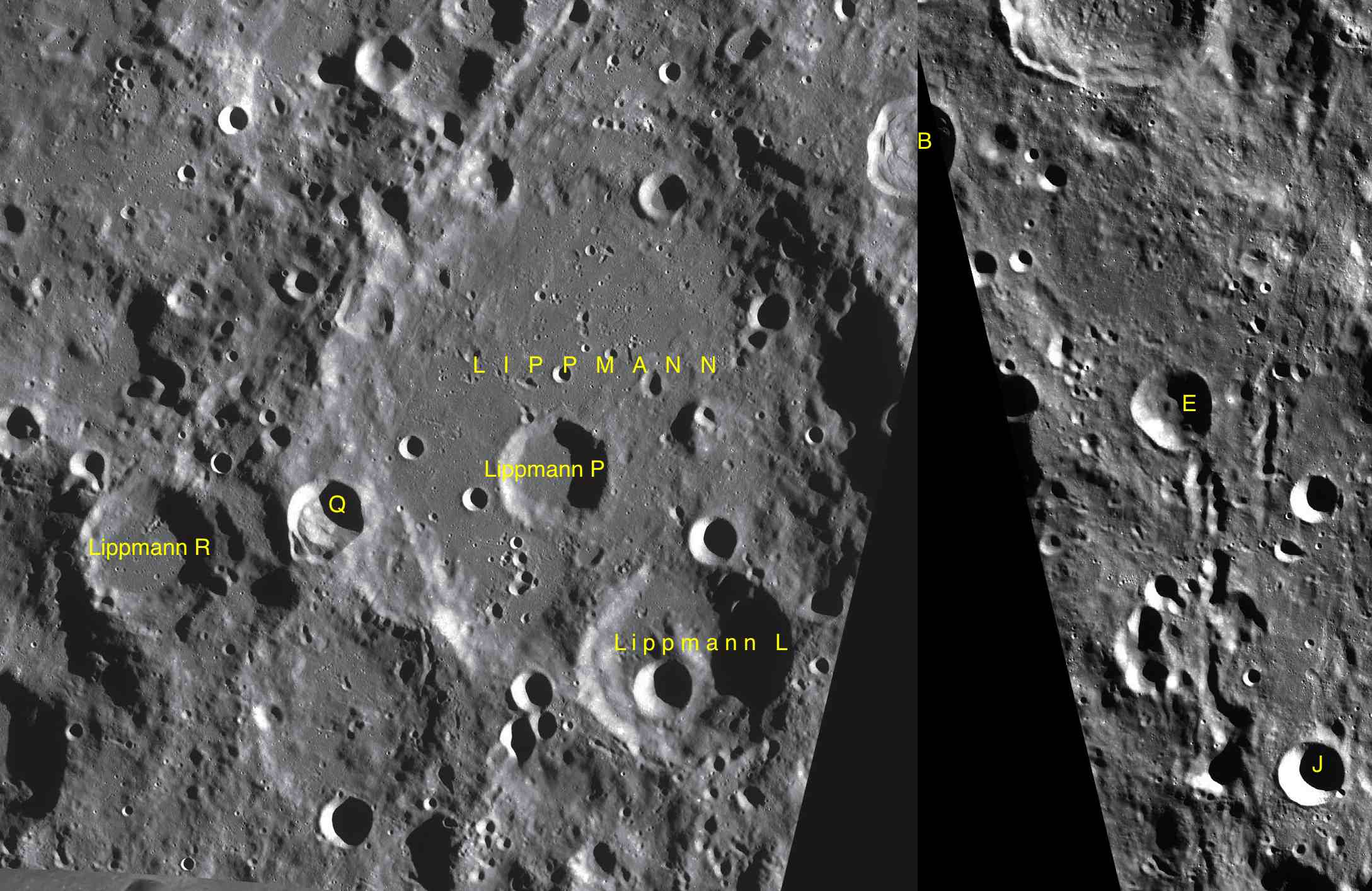
LAC-134与LAC-135拼接图

| 李普曼 | 纬度    | 经度     | 直径    |
| ------ | ------- | -------- | ------- |
| B      | 52.6° S | 110.9° W | 29 公里 |
| E      | 55.4° S | 107.6° W | 23 公里 |
| J      | 59.0° S | 106.6° W | 19 公里 |
| L      | 57.6° S | 112.5° W | 54 公里 |
| P      | 56.1° S | 115.0° W | 29 公里 |
| Q      | 57.0° S | 118.7° W | 27 公里 |
| R      | 57.2° S | 121.3° W | 37 公里 |

## 另请参阅
- Andersson, L. E.; Whitaker, E. A. . NASA RP-1097. 1982.
- Blue, Jennifer. . USGS. July 25, 2007  [2007-08-05]. （原始内容存档于2019-12-05）.
- Bussey, B.; Spudis, P. . New York: Cambridge University Press. 2004. ISBN 978-0-521-81528-4.
- Cocks, Elijah E.; Cocks, Josiah C. . Tudor Publishers. 1995. ISBN 978-0-936389-27-1.
- McDowell, Jonathan. . Jonathan's Space Report. July 15, 2007  [2007-10-24]. （原始内容存档于2019-06-21）.
- Menzel, D. H.; Minnaert, M.; Levin, B.; Dollfus, A.; Bell, B. . Space Science Reviews. 1971, 12 (2): 136–186. Bibcode:1971SSRv...12..136M. doi:10.1007/BF00171763.
- Moore, Patrick. . Sterling Publishing Co. 2001. ISBN 978-0-304-35469-6.
- Price, Fred W. . Cambridge University Press. 1988. ISBN 978-0-521-33500-3.
- Rükl, Antonín. . Kalmbach Books. 1990. ISBN 978-0-913135-17-4.
- Webb, Rev. T. W.  6th revised. Dover. 1962. ISBN 978-0-486-20917-3.
- Whitaker, Ewen A. . Cambridge University Press. 1999. ISBN 978-0-521-62248-6.
- Wlasuk, Peter T. . Springer. 2000. ISBN 978-1-85233-193-1.